# Marius Duintjer
Marius Frans Duintjer (Veendam, 22 december 1908 – Amsterdam, 2 mei 1983) was een Nederlands architect. Duintjers werk in de periode van wederopbouw wordt gewaardeerd. De Vredeskerk in Amstelveen en de Kolenkit in Amsterdam staan op de lijst met de Top 100 Nederlandse monumenten 1940-1958; het gebouw van de Christelijke Scholengemeenschap Buitenveldert op de lijst van het Beschermingsprogramma Wederopbouw 1959-1965.

## Levensloop
Duintjer werd in 1908 in Veendam geboren als zoon van de directeur van een aardappelzetmeelfabriek aldaar, Engbert Jurjen Duintjer (1873 - 1956) en van Jetske Franciska Ottema (1881 - 1959). De N.V. Duintjer, Wilkens Meihuizen en Co. aardappelmeelfabriek heeft van 1880 tot 1936 bestaan. Hij groeide op in een, in opdracht van zijn vader door de architect J.A. Hooykaas ontworpen, Jugendstilpand aan de Bocht Oosterdiep in Veendam. Na zijn middelbareschoolopleiding in Veendam studeerde hij in het Zwitserse Zürich bouwkunde aan de ETH Zürich. Een studiegenoot was toen B. J. van den Berg die zijn vader opvolgde als directeur van de Union Rijwielfabriek te Den Hulst; Nieuwleusen. Na zijn afstuderen in 1931 en na het vervullen van zijn dienstplicht werkte hij enkele jaren voor het architectenbureau van Le Corbusier in Parijs. Zijn eerste ontwerp in 1934 in Nederland was een zomerhuisje op het landgoed Meindersveen voor een familielid. In 1935 keerde hij terug naar Nederland en was gedurende een korte tijd werkzaam voor het Rotterdamse architectenbureau Hooykaas en Lockhorst. Nog in datzelfde jaar vestigde hij zich als zelfstandig architect in Amsterdam. In 1937 verbouwde hij de villa van zijn studiegenoot B.J. van den Berg te Den Hulst, Nieuwleusen; dat bekend stond als de 'grijze villa' en later verbouwd is  in een aantal appartementen. In de jaren 60 ging hij samenwerken met D.J. Istha die was gespecialiseerd in ziekenhuisbouw. Vanaf 1968 werkte het bureau onder de naam Duintjer Istha Kramer Van Willigen.
In 1940 trouwde hij met Martha Janna van der Maar. Uit dit huwelijk werden drie kinderen geboren. Hij overleed in mei 1983 op 74-jarige leeftijd te Amsterdam.

## Stijl
Als architect stond hij erom bekend zijn eigen weg te gaan. Zijn carrière begon in een tijd van verschillende stromingen met dogmatische aanhangers. Duintjer daarentegen stond onbevangen tegenover de heersende opvattingen en soleerde tussen de stromingen door, sterke punten oppakkend die hij voor zijn ontwerpen zou gebruiken, zwakke punten verwerpend.
Duintjer hanteerde voor zijn werk sterke geometrische vormen. Hij gebruikte het vermenigvuldigen van de vormen, of andersom het delen van de vormen om de vormen over te laten lopen van groot naar klein, met soms een speels element door het toepassen van groot-in-klein en klein-in-groot. De constructie was voor hem een belangrijk element in de ruimte, en hij zocht naar een architectonische expressie van de constructie. Vaak wist hij de constructie een maximale rijkdom mee te geven door het gebruik van minimale middelen, zoals binnenkomend zonlicht.
Bekende ontwerpen van Duintjer zijn de Erebegraafplaats te Leeuwarden (1946), de Kruiskerk te Amstelveen (1951), de Opstandingskerk ("de kolenkit") (1956) in Amsterdam, het kantoorgebouw voor De Nederlandsche Bank, (1961), het Stationsgebouw Schiphol (1961), de Christelijke Scholengemeenschap Buitenveldert (1963), het Provinciehuis van Overijssel, het ABN-bankgebouw aan de Vijzelstraat te Amsterdam (1973) en het ziekenhuis Nij Smellinghe te Drachten (1971).

## Stationsgebouw Schiphol
In de tijd dat hij het ontwerp voor het stationsgebouw van Schiphol maakte, was Duintjer gegrepen door de Japanse architectuur, zoals ook in zijn ontwerp voor het kantoorgebouw van De Nederlandsche Bank is te zien. Via vakliteratuur was hij hiermee ruimschoots in contact gekomen. Het boeide hem hoe de Japanse ontwerpers omgingen met het verloop van de constructie, detaillering en vormgeving, en de maatvoering die gebaseerd was op de menselijke maat. Hoewel hij zijn voorbeeld zag in de romaanse en gotische architectuur en in die van Hendrik Petrus Berlage, voegde hij al snel de Japanse architectuur aan deze lijst toe. De principes van de Japanse architectuur nam hij uiteindelijk op als leidraad in zijn werk.
Duintjer was een functionalist op het gebied van de planorganisatie binnen zijn gebouwen. Hij probeerde in zijn werken de ruimtelijke en organisatorische essentie te doorgronden. Het Stationsgebouw Schiphol is hier een zeer goed voorbeeld van. Aankomende en vertrekkende passagiers worden op verschillende niveaus behandeld. De bagage wordt in de kelder gesorteerd. Deze reductie van een complex systeem tot een logisch en overzichtelijk stelsel van ruimtes moet Duintjer zeer hebben aangesproken.
Het  Stationsgebouw Schiphol is niet door Duintjer alleen ontworpen. Het ontwerp werd aan de directie van Schiphol aangeboden door Ontwerpbureau Stationsgebouw Schiphol.
Hieraan namen naast Duintjer de NACO (Netherlands Airport Consultants, een Nederlands ontwerpbureau voor luchthavens) en De Weger Architecten- en ingenieursbureau deel. Later werd ook de binnenhuisarchitect Kho Liang Ie bij het werk betrokken.
Het is bij een teamontwerp altijd lastig om aan te geven wie voor welke ontwerpbeslissingen verantwoordelijk is geweest. Bij Schiphol ligt dit iets anders. De planorganisatie, constructie en gebouwindeling zijn zeker het resultaat van een gezamenlijke inspanning, maar materiaal en kleurkeuze in het interieur, detaillering en vorm en indeling van de gevels, en daarmee de lichttoetreding in het gebouw kunnen duidelijk worden toegeschreven aan het koppel Duintjer/Kho-Liang-Ie.
Na de voltooiing van het Stationsgebouw Schiphol is Duintjer nog een tijdlang betrokken geweest bij de ontwikkeling van Schiphol. Het effect daarvan is echter niet duidelijk zichtbaar.

## Lijst met ontwerpen
| Naam                                          | gebouwd | locatie                             | stijl      | bijzonderheden                                              | foto |
| --------------------------------------------- | ------- | ----------------------------------- | ---------- | ----------------------------------------------------------- | ---- |
| Erebegraafplaats                              | 1946    | Leeuwarden                          | modernisme |                                                             |      |
| Kruiskerk (Amstelveen)                        | 1956    | Amstelveen                          |            |                                                             |      |
| Opstandingskerk (Amsterdam)                   | 1956    | Amsterdam, Bos en Lommerplein 325   | modernisme | De Kolenkit                                                 |      |
| Sionkerk                                      | 1961    | Apeldoorn                           |            | gesloopt in 2003                                            |      |
| Thomaskerk                                    | 1962    | Zeist                               |            |                                                             |      |
| Christelijke Scholengemeenschap Buitenveldert | 1963    | Amsterdam, De Cuserstraat           |            | Samen met Charles Karsten                                   |      |
| Confectiefabriek                              | 1963    | Amsterdam, Koningin Wilhelminaplein |            | later Modrôme, gemeentelijk monument                        |      |
| Pinksterkerk (hervormd)                       | 1965    | Amsterdam, Van Boshuizenstraat 652  |            | De toren is van André Volten.                               |      |
| Station Schiphol Airport                      | 1967    | Schiphol                            |            | grotendeels gesloopt in 1995, vervangen door Schiphol Plaza |      |
| De Nederlandsche Bank                         | 1968    | Amsterdam, Westeinde                | modernisme | Renovatie tussen 2020 en 2024                               |      |
| Andreas-Ziekenhuis                            | 1969    | Amsterdam                           |            | gesloopt in 2004                                            |      |
| Provinciehuis (Overijssel)                    | 1972    | Zwolle                              |            |                                                             |      |
| ABN / Vijzelbank "Duintjer CS"                | 1973    | Amsterdam, Vijzelstraat             |            |                                                             |      |
| Provinciehuis Drenthe                         | 1973    | Assen                               |            |                                                             |      |

- Hervormde Johanneskerk Rijswijk (1962)
- Hervormde Sionkerk Arnhem (1963), nu Pinkstergemeente Filadelfia